# Cité de Nedlands
La Cité de Nedlands (City of Nedlands en anglais) est une zone d'administration locale dans la banlieue de Perth en Australie-Occidentale en Australie à environ 7 kilomètres  à l'ouest du centre-ville. 
La zone est divisée en un certain nombre de localités:
- Dalkeith
- Floreat
- Karrakatta
- Mount Claremont
- Nedlands
- Shenton Park

La zone a 12 conseillers et est découpée en 4 circonscriptions.
- Coastal Ward
- Dalkeith Ward
- Hollywood Ward
- Melvista Ward